# Francesco Giovanni Gonzaga
Francesco Giovanni Gonzaga (10 aprile 1593 – 31 agosto 1636) fu marchese di Vescovato dal 1614 al 1635.

## Biografia
Era figlio di Carlo Gonzaga, marchese e principe di Vescovato, alla morte del padre gli succedette al titolo di marchese. Intraprese la carriera delle armi combattendo per la Spagna contro i francesi.
Sposò in prime nozze nel settembre 1617 Camilla (?-22 gennaio 1635), figlia del conte Niccolò Ponzoni di Crema e già vedova dello zio Giordano Gonzaga; in seconde nozze Ottavia Cecilia Flameni (?-1640).

## Discendenza
Francesco Giovanni ebbe tre figli dalle prime nozze:
- Carlo (1618-1685), suo successore;
- Bartolomeo (24 agosto 1619[2]-6 gennaio 1649); sposò Camilla di Aurelio Bellincini
- Sigismondo III (1625-1694), succedette al fratello;

e una figlia dalle seconde nozze:
- Olimpia Maria (1636-7 settembre 1706), monaca in S. Caterina a Mantova come suor Lionora Francesca dal 1651.

## Ascendenza
|                                                   |                                                  |                                            | Genitori                                        |  |  | Nonni |  |  | Bisnonni                                   |  |  | Trisnonni                              |  |
|                                                   |                                                  |                                            |                                                 |  |  |       |  |  | Sigismondo I Gonzaga, signore di Vescovato |  |  | Giovanni Gonzaga, signore di Vescovato |  |
|                                                   |                                                  |                                            |                                                 |  |  |       |  |  | Sigismondo I Gonzaga, signore di Vescovato |  |  | Giovanni Gonzaga, signore di Vescovato |  |
|                                                   |                                                  | Laura Bentivoglio                          |                                                 |  |  |       |  |  | Sigismondo I Gonzaga, signore di Vescovato |  |  |                                        |  |
| Sigismondo II Gonzaga, marchese di Vescovato      |                                                  |                                            |                                                 |  |  |       |  |  | Sigismondo I Gonzaga, signore di Vescovato |  |  |                                        |  |
|                                                   |                                                  | Antonia Pallavicini                        | Cristoforo Pallavicini, marchese di Busseto     |  |  |       |  |  |                                            |  |  |                                        |  |
|                                                   |                                                  | Antonia Pallavicini                        | Cristoforo Pallavicini, marchese di Busseto     |  |  |       |  |  |                                            |  |  |                                        |  |
|                                                   |                                                  | Antonia Pallavicini                        | Bona della Pusterla                             |  |  |       |  |  |                                            |  |  |                                        |  |
| Carlo Gonzaga, marchese di Vescovato              |                                                  | Antonia Pallavicini                        |                                                 |  |  |       |  |  |                                            |  |  |                                        |  |
|                                                   |                                                  | Guido II Rangoni, conte di Castelcrescente | Niccolò Maria Rangoni, conte di Castelcrescente |  |  |       |  |  |                                            |  |  |                                        |  |
|                                                   |                                                  | Guido II Rangoni, conte di Castelcrescente | Niccolò Maria Rangoni, conte di Castelcrescente |  |  |       |  |  |                                            |  |  |                                        |  |
|                                                   |                                                  | Guido II Rangoni, conte di Castelcrescente | Bianca Bentivoglio                              |  |  |       |  |  |                                            |  |  |                                        |  |
| Lavinia Rangoni                                   |                                                  | Guido II Rangoni, conte di Castelcrescente |                                                 |  |  |       |  |  |                                            |  |  |                                        |  |
|                                                   |                                                  | Argentina Pallavicina                      | Federigo Pallavicino, marchese di Zibello       |  |  |       |  |  |                                            |  |  |                                        |  |
|                                                   |                                                  | Argentina Pallavicina                      | Federigo Pallavicino, marchese di Zibello       |  |  |       |  |  |                                            |  |  |                                        |  |
|                                                   |                                                  | Argentina Pallavicina                      | Clarice Malaspina                               |  |  |       |  |  |                                            |  |  |                                        |  |
| Francesco Giovanni Gonzaga, marchese di Vescovato |                                                  | Argentina Pallavicina                      |                                                 |  |  |       |  |  |                                            |  |  |                                        |  |
|                                                   | Filiberto Ferrero-Fieschi, marchese di Masserano | Andrea Ferrero, conte di Candelo           |                                                 |  |  |       |  |  |                                            |  |  |                                        |  |
|                                                   | Filiberto Ferrero-Fieschi, marchese di Masserano | Andrea Ferrero, conte di Candelo           |                                                 |  |  |       |  |  |                                            |  |  |                                        |  |
|                                                   | Filiberto Ferrero-Fieschi, marchese di Masserano | Françoise de Challant                      |                                                 |  |  |       |  |  |                                            |  |  |                                        |  |
| Besso Ferrero-Fieschi, marchese di Masserano      | Filiberto Ferrero-Fieschi, marchese di Masserano |                                            |                                                 |  |  |       |  |  |                                            |  |  |                                        |  |
|                                                   |                                                  | Bartolomea Fieschi                         | …                                               |  |  |       |  |  |                                            |  |  |                                        |  |
|                                                   |                                                  | Bartolomea Fieschi                         | …                                               |  |  |       |  |  |                                            |  |  |                                        |  |
|                                                   |                                                  | Bartolomea Fieschi                         | …                                               |  |  |       |  |  |                                            |  |  |                                        |  |
| Emilia Olimpia Ferrero-Fieschi                    |                                                  | Bartolomea Fieschi                         |                                                 |  |  |       |  |  |                                            |  |  |                                        |  |
|                                                   |                                                  | Bosio II Sforza, conte di Santa Fiora      | Federico I Sforza, conte di Santa Fiora         |  |  |       |  |  |                                            |  |  |                                        |  |
|                                                   |                                                  | Bosio II Sforza, conte di Santa Fiora      | Federico I Sforza, conte di Santa Fiora         |  |  |       |  |  |                                            |  |  |                                        |  |
|                                                   |                                                  | Bosio II Sforza, conte di Santa Fiora      | Bartolomea Orsini di Pitigliano                 |  |  |       |  |  |                                            |  |  |                                        |  |
| Camilla Sforza di Santa Fiora                     |                                                  | Bosio II Sforza, conte di Santa Fiora      |                                                 |  |  |       |  |  |                                            |  |  |                                        |  |
|                                                   |                                                  | Costanza Farnese                           | Papa Paolo III (Alessandro Farnese)             |  |  |       |  |  |                                            |  |  |                                        |  |
|                                                   |                                                  | Costanza Farnese                           | Papa Paolo III (Alessandro Farnese)             |  |  |       |  |  |                                            |  |  |                                        |  |
|                                                   |                                                  | Costanza Farnese                           | Silvia Ruffini                                  |  |  |       |  |  |                                            |  |  |                                        |  |
|                                                   |                                                  | Costanza Farnese                           |                                                 |  |  |       |  |  |                                            |  |  |                                        |  |